# 周采芹
周采芹（1936年11月30日—），演员，出生于天津。她的英语艺名“Tsai Chin”，即采芹的音译。“采芹”一名出于《诗经·鲁颂·泮水篇》中的“思乐泮水，薄采其芹”。

## 生平
周采芹祖籍位于浙江省宁波府慈谿县慈城镇（今属宁波市江北区）。她是中国著名京剧大师周信芳的私生子女之一。周的姥姥是苏格兰男子在中国与华人女子所生，故有八分之一的苏格兰血统。1928年底，她的母亲裘丽琳与已婚的周信芳私奔。1936年，周采芹出生在天津——父亲巡回演出的旅途中，她是裘丽琳的第三个孩子。其后一家人回到上海。此时，周信芳才与妻子刘凤娇离婚，与其母裘丽琳结婚。她也是Mr. Chow餐厅创办人周英华的姐姐。
幼年和少年时期的周采芹随父母生活于上海，曾就读于上海中西女中。1951年从上海到达香港，短暂的停留后，1952年与十二岁的弟弟英华一起抵达英国。后进入英国倫敦皇家戏剧学院学习表演，是该院首位华裔学生，也于多年后成为该院首位华裔院士。于学院毕业后，周采芹开始了她长达50年的演艺生涯。期间加入英国国籍。除作为演员外，周亦曾经于1960年代灌录唱片，及其后执导舞台剧。
1970年代英国经济大衰退，因房地产投资失败，她于1974年7月去了美国洛杉矶开始另一种生活。她曾担任餐厅招待、打字员、档案管理员等工作，此后她读研位于美国东岸波士顿的大學，获得硕士学位，其后再次开始了她的表演事业。

## 个人生活
周采芹曾有过两段短暂的婚姻。20岁不到的时候，周采芹与中国人章先生在英国结婚，两人育有一子布鲁斯。第二任丈夫是彼得·科。

## 演出作品
- 1959年，演出電影《六福客棧》。
- 1959年11月，于伦敦威尔士王子剧院演出话剧《苏丝黄的世界》。
- 1965年，演出電影《傅滿洲的面孔》。
- 1967年，于“007”系列电影《雷霆谷》中Ling一角，為首位華人龐德女郎。
- 1972年，因电视剧《斗争对象》(A Subject of Struggle)中成功扮演王光美，获英国电影电视演员协会最佳电视演员提名。
- 1981年，曾在北京中央戏剧学院教授表演课，执导莎士比亚的话剧《暴风雨》。
- 1992年，在伦敦主演话剧《毛夫人的回忆》，饰演江青。
- 1993年，出演电影《喜福会》，片中饰演其中一位母亲Lindo Jong。
- 1997年，中飾演法官。
- 1998年，于百老汇主演反映19世纪中国家庭面对被西方文明的舞台剧《金童》（Golden Child）。
- 2005年，演出由斯皮尔伯格监制的《艺妓回忆录》。
- 2006年，再次现身007电影《皇家赌场》于影片中饰演Madame Wu。
- 2006年，於迪士尼電影《功夫少女吳溫蒂（英语：Wendy Wu: Homecoming Warrior）》飾演祖母。
- 2008年，在李少红导演的新版红楼梦中出演贾母一角。
- 2014年，在漫威漫画的电视剧神盾局特工中出演温明娜饰演的麦莲达·梅的母亲一角。
- 2016年，電影《出神入化2》飾演Bu Bu，李的祖母，天眼成員，賽迪斯·布拉德利的好友。
- 2021年，電影《尚氣與十環傳奇》出演凱蒂的姥姥。

## 書籍
- 1988年，英文自传《Daughter of Shanghai》于英美出版。2002年简体中文版《上海的女儿》在中国大陆出版。

## 外部連結
- 周采芹在豆瓣上的资料（简体中文）
- 周采芹的新浪微博